# Ano legal
O ano legal, tanto na lei inglesa quanto em outras jurisdições da lei comum, é o calendário durante o qual os juízes se sentam em tribunal. Tradicionalmente, é dividido em períodos chamados "termos".

## Ásia

### Hong Kong
O ano legal de Hong Kong é marcado como Abertura Cerimonial do Ano Jurídico, com um discurso do Chefe de Justiça de Hong Kong e começa em janeiro.

### Taiwan
O início do ano legal para os tribunais de Taiwan é conhecido como Dia do Judiciário e marcado no início de janeiro.

## Europa

### Inglaterra
Na Inglaterra, o ano é dividido em quatro termos:
- Termo Michaelmas - de outubro a dezembro
- Prazo Hilário - de janeiro a abril
- Prazo da Páscoa - de abril a maio, e
- Prazo da Trindade - de junho a julho.

Entre os mandatos, os tribunais estão de férias e nenhum julgamento ou recurso é julgado no Tribunal Superior, no Tribunal de Apelação e no Supremo Tribunal. Os termos legais aplicam-se apenas ao Supremo Tribunal, Tribunal de Recurso e Supremo Tribunal, e, portanto, não têm aplicação no Tribunal da Comarca, no Tribunal do Condado ou nos tribunais de magistrados. O período mais longo de férias é entre julho e outubro. As datas dos termos são determinadas em lei por uma orientação prática no Regulamento de Processo Civil. O mandato de Hilário foi anteriormente de 11 a 31 de janeiro, durante o qual foram abertos tribunais superiores da Inglaterra.
O ano legal começa no início de outubro, com uma cerimônia que remonta à Idade Média, na qual os juízes chegam em uma procissão do Temple Bar à Abadia de Westminster para um serviço religioso, seguido de uma recepção conhecida como Lord Chancellor 's café da manhã, que é realizado no Westminster Hall. Embora nos tempos antigos os juízes tivessem percorrido a distância de Temple a Westminster, eles agora chegam de carro. O culto é realizado pelo decano de Westminster com a leitura realizada pelo lorde chanceler.  
A cerimônia é realizada continuamente desde a Idade Média, com exceção dos anos de 1940 a 1946, devido à Segunda Guerra Mundial. Em 1953, foi realizada na Igreja de Santa Margarida porque a Abadia de Westminster ainda estava decorada para a coroação da rainha Elizabeth II.

### Irlanda
Na Irlanda, o ano é dividido de acordo com o sistema inglês, com termos idênticos de Michaelmas, Hilário, Páscoa e Trindade. Estes têm um Natal, Páscoa, Whit e Long Vacation entre eles, respectivamente. O termo Michaelmas, e ano legal, é aberto com um serviço na Igreja de St. Michan, em Dublin, com a participação de membros da Ordem dos Advogados e da Sociedade de Advogados, que depois adiam um café da manhã no King's Inns.

## América do Norte

### Canadá
A abertura dos tribunais está marcada para setembro. Os tribunais estão abertos o ano todo, mas tendem a ser menos ocupados nos meses de verão. Diferentemente da Suprema Corte dos EUA, não há necessidade de emitir decisões antes do final do ano legal; em vez disso, as decisões devem ser liberadas dentro de um certo período após o julgamento ou recurso.

### Estados Unidos
A Suprema Corte dos Estados Unidos segue parte da tradição do ano legal, embora sem a cerimônia elaborada. O mandato de um ano do tribunal começa na primeira segunda-feira de outubro (e é chamado simplesmente de "mandato de outubro"), com uma missa vermelha no dia anterior. O tribunal alterna entre "sessões" e "recessos" e entra no recesso final no final de junho.
Vários estados do Centro - Oeste e da Costa Leste e alguns tribunais federais ainda usam o ano legal e os termos do tribunal. Assim como a Suprema Corte, a Corte de Apelações dos EUA para o Segundo Circuito tem um mandato de um ano com sessões designadas nesse prazo, embora o Segundo Circuito comece seu mandato em agosto, em vez de outubro (daí o nome "Termo de agosto"). O Tribunal Tributário dos EUA divide o ano em quatro períodos baseados em temporada, a partir de janeiro.
Os tribunais de apelação de Connecticut dividem o ano legal em oito mandatos a partir de setembro. Os tribunais de Nova York dividem o ano em 13 mandatos a partir de janeiro. O Tribunal de Apelações da Geórgia usa um ano de três mandatos a partir de janeiro. O Supremo Tribunal de Illinois divide o ano em seis mandatos a partir de janeiro.
Vários estados, como Ohio e Mississippi, não têm uma regra uniforme para os mandatos em todo o estado; portanto, o número de mandatos varia muito de um tribunal para o outro, porque cada tribunal estabelece seus próprios mandatos nas regras locais.

No entanto, a maioria dos estados dos EUA e a maioria dos tribunais federais abandonaram o ano legal e o conceito relacionado de mandatos. Em vez disso, eles invertem a presunção. Eles apenas determinam que os tribunais sejam abertos durante o ano todo, durante o horário comercial, todos os dias que não são sábado, domingo ou feriado legal. Um exemplo típico é a regra 77 (c) (1) do Regulamento Federal de Processo Civil, que afirma que "o escritório do escrivão ... deve estar aberto durante o horário comercial todos os dias, exceto aos sábados, domingos e feriados". Além disso, 28 U.S.C. § 452   declara: "Todos os tribunais dos Estados Unidos serão considerados sempre abertos com a finalidade de arquivar documentos adequados, emitir e devolver processos e fazer moções e ordens".